# Alireza Azizi
Pour les articles homonymes, voir Azizi.
Alireza Azizi (persan : علیرضا عزیزی) (né le 12 janvier 1950 à Abadan en Iran et mort le 7 août 2021 à Téhéran) est un footballeur international iranien, qui évoluait au poste de milieu de terrain.

## Biographie

### Carrière en sélection
Avec l'équipe d'Iran, il joue 10 matchs (pour 3 buts inscrits) entre 1972 et 1977. 
Il figure dans le groupe des sélectionnés lors de la coupe d'Asie des nations de 1976, que son équipe remporte.
Il participe également aux JO de 1972 et de 1976. Il joue un match face au Brésil lors du tournoi olympique de 1972.

## Palmarès
Avec l'Irak, il remporte la Coupe d'Asie des nations en 2007 en battant l'Arabie Saoudite en finale.